# Sorelle della Perpetua Indulgenza

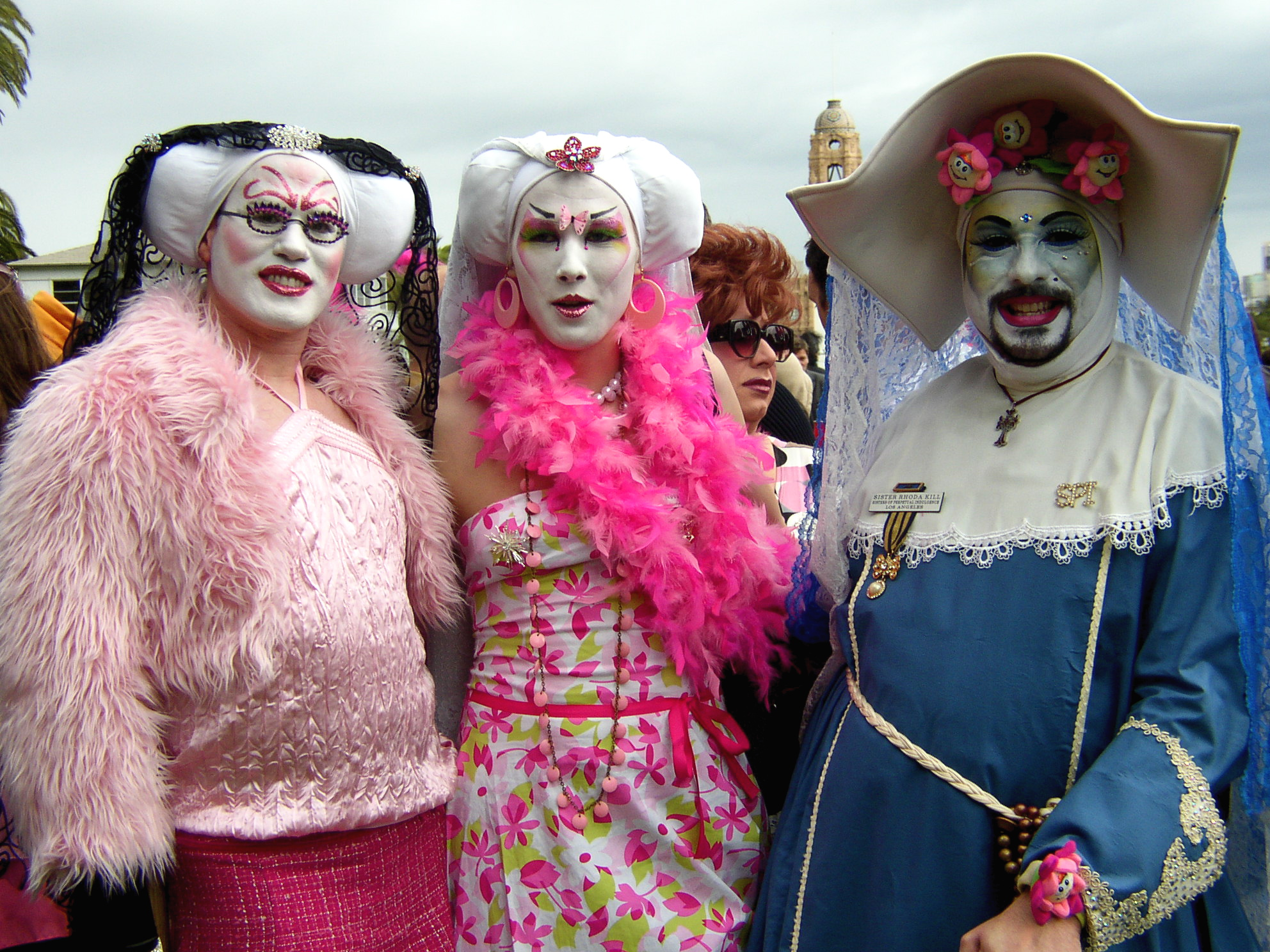
Sisters Risque of the Sissytine Chapel, Sister Viva L'Amour e Sister Rhoda Kill delle Sorelle delle Perpetua Indulgenza di San Francisco.

Le Sorelle della Perpetua Indulgenza (SPI), detto anche Ordine della Perpetua Indulgenza (OPI) sono un ente di beneficenza, di protesta, e di spettacolo di strada che utilizza l'immagine delle drag queen e delle icone cattoliche per richiamare l'attenzione verso l'intolleranza sessuale e per fare della satira sulle questioni di genere e della morale. Alla loro nascita, il 15 aprile 1979, era un piccolo gruppo di uomini gay a San Francisco, che cominciò a indossare abiti da suora in situazioni pubbliche per attirare l'attenzione sui conflitti sociali e i problemi nel distretto di Castro.
Negli anni, l'organizzazione è cresciuta notevolmente negli Stati Uniti ed è attualmente organizzata come una rete internazionale di ordini, che sono per lo più organizzazioni no-profit di beneficenza che raccolgono fondi per cause LGBT e la lotta all'AIDS, promuovendo al tempo stesso il sesso sicuro ed educando sugli effetti nocivi del consumo di droga e di altri comportamenti a rischio. Nella sola San Francisco, dove continuano ad essere più attivi, tra il 1979 e il 2007 le Sorelle hanno raccolto oltre 1 milione di dollari per varie cause.
Le Sorelle hanno attirato numerose polemiche sia all'interno che all'esterno della comunità LGBT, ma hanno ricevuto le più dure critiche per la parodizzazione di icone cattoliche e politiche. Tra iniziative benefiche e attivismo sociale, le Sorelle, con i loro look provocatori, pongono una dura critica verso la Chiesa cattolica, da sempre poco indulgente nei confronti dell'omosessualità e della comunità LGBT.

## Storia
Tra i membri delle Sorelle della Perpetua Indulgenza figurano uomini e donne cisessuali e transessuali che si identificano con diversi orientamenti sessuali, anche se la maggior parte dei membri sono uomini gay.
Per entrare nell'Ordine delle Sorelle bisogna necessariamente superare dei passaggi, come per far parte di un vero ordine di suore. I potenziali membri vengono incoraggiati a partecipare alle riunioni come candidati, dove viene testata la loro predisposizione ad un impegno permanente. Dopo aver mostrato decisione e approvato dall'ordine, ogni richiedente diventa un candidato. A quel punto il candidato deve lavorare per l'organizzazione per almeno 6 mesi. Se il candidato verrà approvato otterrà il livello di Novizia. I Novizi possono indossare solo veli bianchi e trucco bianco. Questa fase dura altri 6 mesi in cui il novizio deve lavorare per l'organizzazione e organizzare un evento. Se i tre quarti della comunità è favorevole, il novizio è promosso a membro a pieno titolo del gruppo.

## Sedi
Dalla sua costituzione le suore si sono diffuse rapidamente in altre città degli Stati Uniti con la creazione di una rete di uffici quasi autonoma.
Esistono 46 sedi e 7 missioni in varie città degli Stati Uniti, oltre ad altre 24 sedi in:
- Australia (Adelaide, Sydney)
- Canada (Montréal, Regina, Toronto, Vancouver, Victoria)
- Colombia
- Francia (Aix-en-Provence, Lione, Marsiglia, Montpellier, Nizza, Parigi)
- Germania (Amburgo, Berlino, Colonia, Oldenburg)
- Regno Unito (Cardiff, Edimburgo, Elgin, Manchester)
- Svizzera (Charmey, Zurigo)
- Uruguay (San Felipe y Santiago de Montevideo)

Nella sede di San Francisco si svolgono la maggior parte delle attività, ed è la più grande e meglio finanziata.

## Logo
La sede di San Francisco detiene i marchi registrati "Sisters of Perpetual Indulgence" (SPI Inc.) e il logo, che raffigura la testa di una suora sorridente.

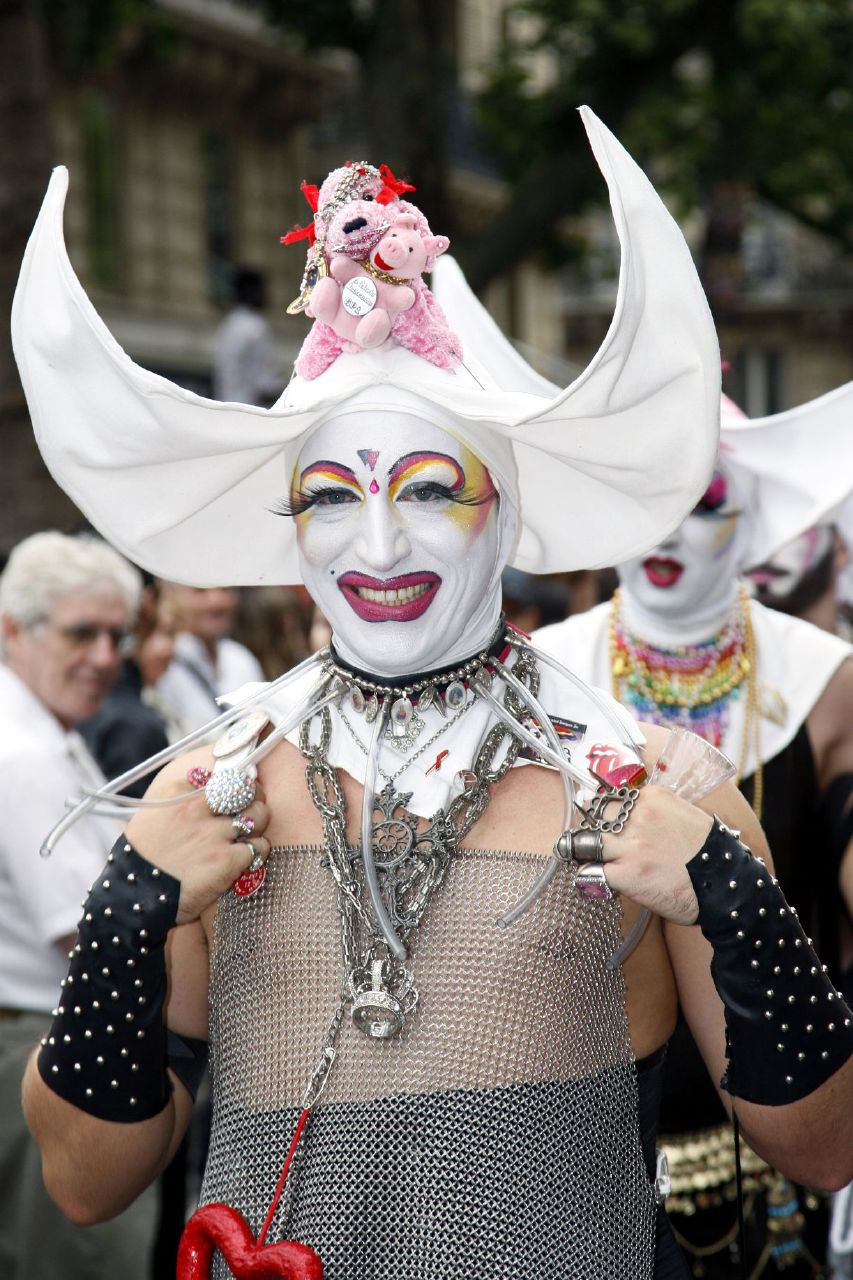
Sister Innocenta

## Abbigliamento
L'immagine delle Sorelle è costituita da un trucco pesante e da abiti colorati di richiamo cattolico. La scelta dei nomi ricade spesso in pseudonimi ironici di richiamo religioso e/o sessuale. Tra loro vi sono: Sister Roma, Sister Anita Blowjob, Sister GladAss, etc.. I membri dell'organizzazione tengono a sottolineare la distinzione tra loro e le drag queen, sostenendo che loro non si vestono da donna ma da suore.

## Attivismo
Le Sorelle sono coinvolte in diverse cause, compresa la promozione al sesso sicuro, la raccolta di fondi per l'HIV/AIDS, la ricerca sul cancro al seno, i Gay Games, Haight Ashbury Free Clinics, oltre alla proposta di legalizzazione della marijuana a scopo medico. Sister Roma, uno dei più longevi membri del gruppo, ha organizzato una campagna "Stop the Violence", dove le suore hanno distribuito dépliant, in abitazioni e aziende, che indicavano posti sicuri da frequentare e fischi da utilizzare per avvisare i vicini in caso di pericolo. Dall'inizio degli anni novanta, le Sorelle collaborano con la Folsom Street Fair, uno dei più grandi eventi fetish al mondo.

### Lotta all'AIDS
L'organizzazione delle Sorelle della Perpetua Indulgenza è nata nello stesso periodo in cui la sindrome da immunodeficienza acquisita (AIDS) ha cominciato a comparire nel distretto di Castro e a New York. Alcuni dei primi tentativi di richiamare l'attenzione sulla nuova malattia erano organizzati dalle suore, sia dentro che fuori dal costume. Nel 1982, Sister Florence Nightmare e Sister Roz Erection, entrambi infermieri, si unirono ad un gruppo di medici professionisti per creare "Fair Play", il primo opuscolo sul sesso sicuro, utilizzando un linguaggio semplice e diretto, consigli pratici e umorismo. Nel 1999, per il 20º anniversario dell'Ordine l'opuscolo è stato rivisitato. Molti Ordini in tutto il mondo continuano ad aumentare la consapevolezza della salute sessuale, invitando all'uso del preservativo e partecipando ad eventi educativi sui temi della salute sessuale.

### Attivismo politico e proteste
Nel 1982, Jack Fertig, conosciuta come Sister Boom Boom, si è presentato alle elezioni di un organo legislativo (Consiglio dell'autorità di vigilanza) a San Francisco, ottenendo oltre 23.000 voti. Poco dopo, a San Francisco è stata approvata una legge, popolarmente conosciuta come "Legge Sister Boom Boom", che richiede a chiunque di presentarsi con il proprio nome legale.
Nel 1987, la loro presenza alla Castro Street Fair ha destato le proteste del politico californiano Lyndon LaRouche, sostenitore della quarantena per i malati di AIDS. Le Sorelle, vestite con i loro costumi, hanno venduto alla folla dei pulsanti con la scritta "Stop LaRouche", per raccogliere fondi per il reparto di malattie infettive del San Francisco General Hospital.
Nel corso degli anni le Sorelle hanno inscenato diversi "esorcismi" pubblici contro figure politiche e religiose, contro l'anti-femminista Phyllis Schlafly durante la Convention democratica nazionale del 1984, tenutasi a San Francisco, e contro Papa Giovanni Paolo II in concomitanza con la sua visita a San Francisco, come protesta per le posizioni della Chiesa nei confronti dell'omosessualità.

## Controversie

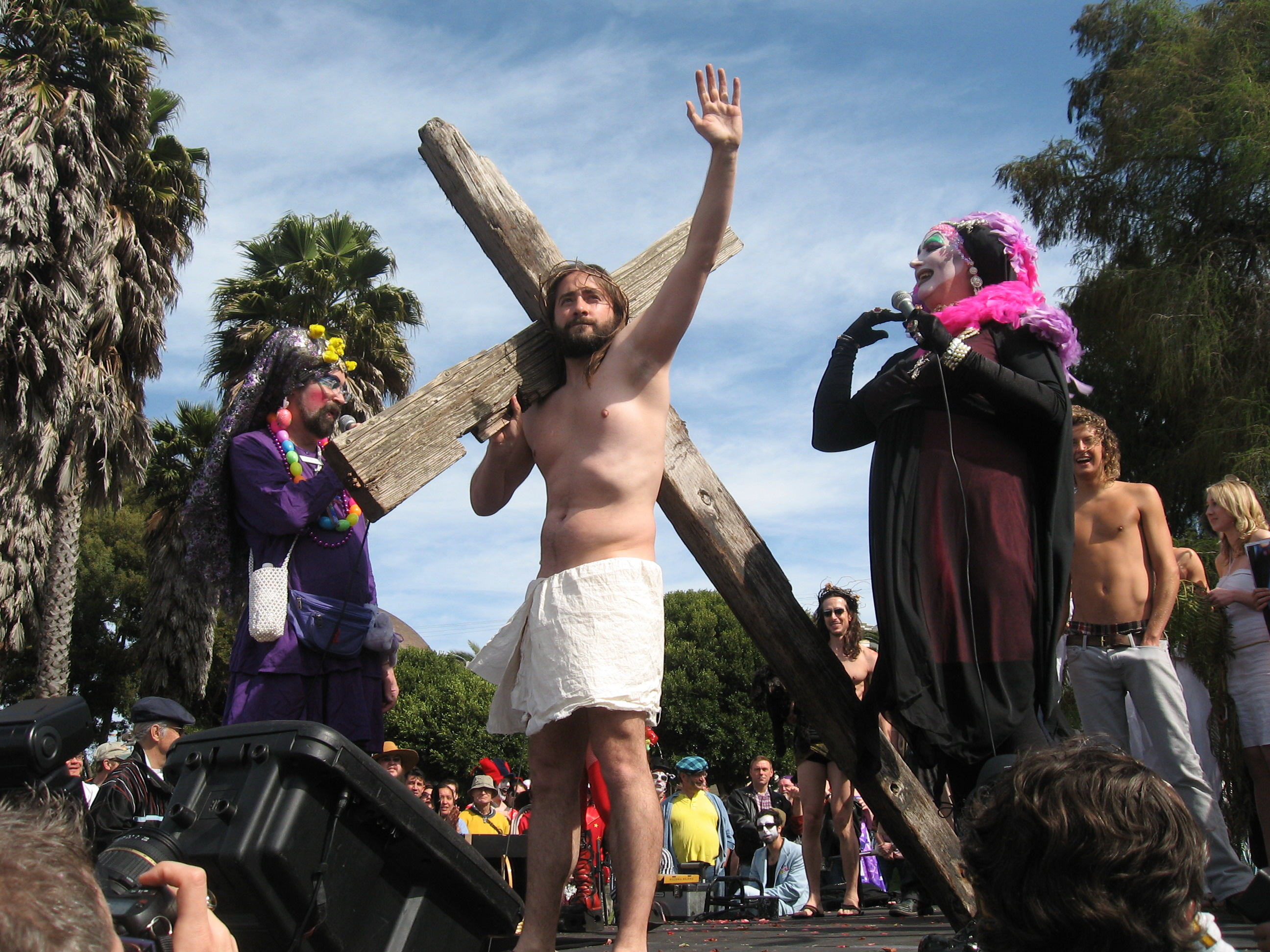
La Hunky Jesus Competition presentata da Sister Dana Van Iquity e Sister Roma.

Con il loro abbigliamento, parodia delle suore e dei sacramenti religiosi, alcune azioni delle Sorelle della Perpetua Indulgenza hanno fatto sì che alcuni cattolici si sentissero offesi. Già nel 1982 la Chiesa Cattolica di San Francisco aveva contestato i metodi delle Sorelle, in particolare quando hanno partecipato ad un servizio interreligioso di preghiera presso la St. Mary's Cathedral. Contestando i loro nomi d'arte, un editoriale apparso su una rivista cattolica locale dichiarava: "L'organizzazione, i loro nomi, e il loro uso delle abitudini religiose è un affronto alle religiose e ai cattolici in generale".
A partire dal 1995, le Sorelle iniziarono a celebrare il loro anniversario in concomitanza con la Pasqua. Le celebrazioni consistono nella parodizzazione delle stazioni della Via Crucis. Ad ogni stazione corrisponde un bar gay o una organizzazione affiliata. Alcune comparse sono chiamate a raffigurare la Vergine Maria, Maria Maddalena, e le altre persone legate alle tradizioni della Pasqua, e le suore continuano ad educare al sesso sicuro distribuendo preservativi.
Nel 1999 il supervisore di San Francisco, Tom Ammiano, entrò in conflitto con alcuni membri della comunità cattolica della città, quando il consiglio delle autorità di vigilanza, su richiesta di Ammiano, diede il consenso alle Sorelle di chiudere un blocco di Castro Street per le celebrazioni del 20º anniversario dell'organizzazione, che cadeva proprio la domenica di Pasqua. Nelle celebrazioni era anche incluso il concorso Hunky Jesus Competition, per eleggere il Gesù Cristo più figo.

## Santi
Nel corso degli anni le Sorelle hanno assegnato il titolo di "Santo" a numerose personalità che hanno contribuito a vari progetti dell'organizzazione, coordinando azioni o progetti, esibendosi in occasione di eventi e dando il loro contribuito verso la comunità LGBT. Tra le personalità nominate "Santi" vi sono: Harvey Milk, il sindaco di San Francisco Gavin Newsom, le attrici Margaret Cho e Rosie O'Donnell, lo scrittore Armistead Maupin, il regista Derek Jarman, gli attori pornografici Michael Brandon e Tony Buff, e molti altri.

## Galleria d'immagini

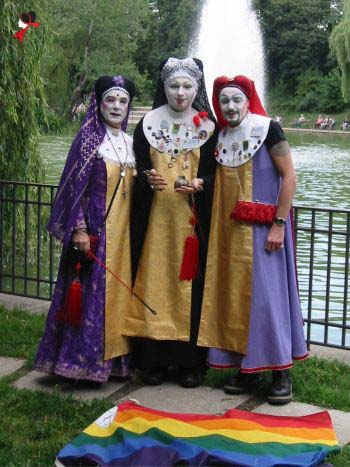
Sorelle delle Perpetua Indulgenza in Germania
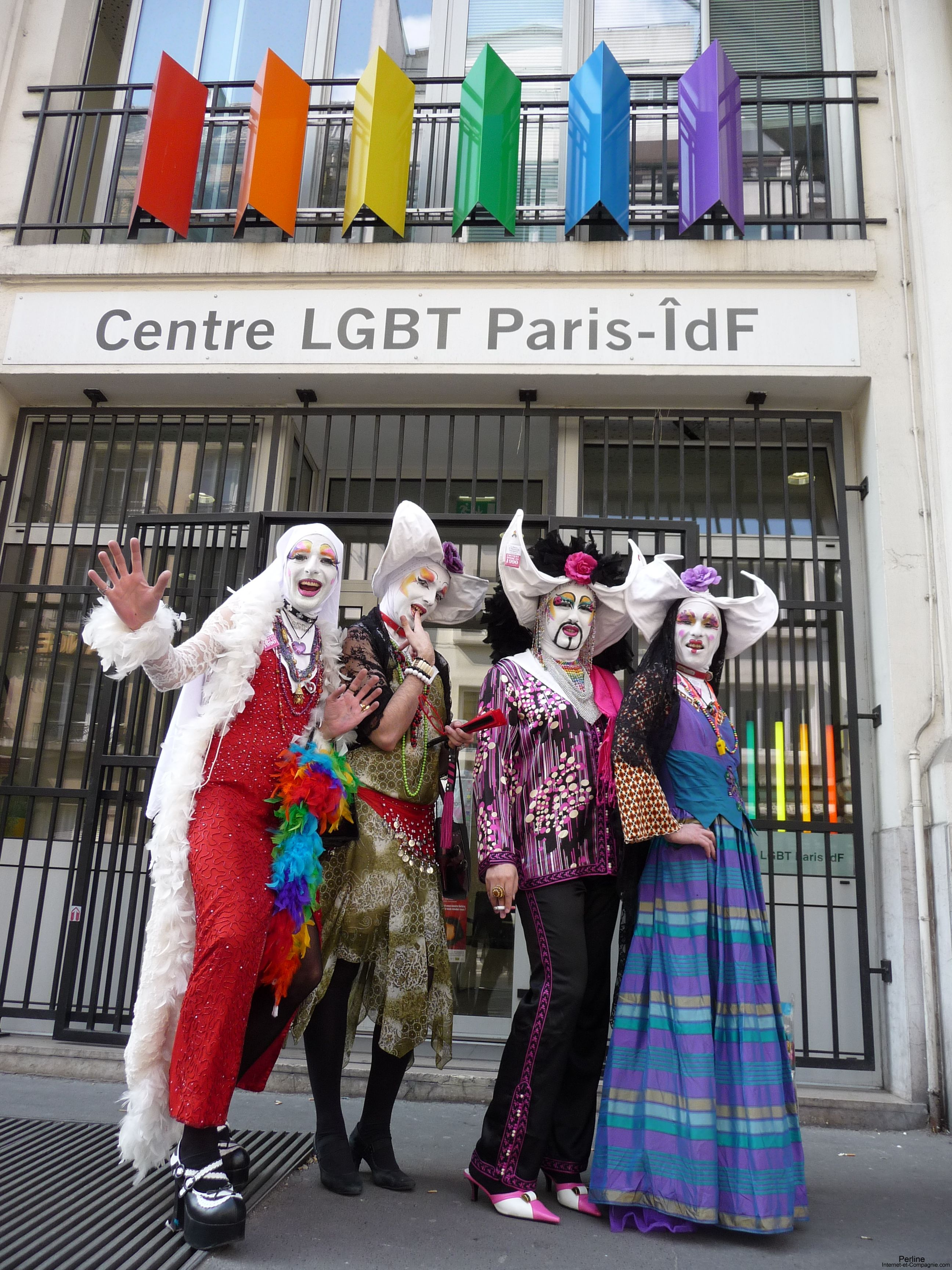
Sorelle delle Perpetua Indulgenza in Francia
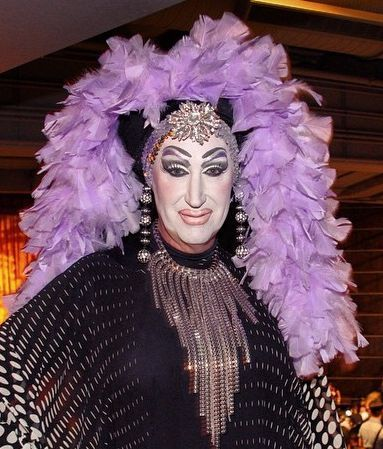
Sister Roma nel 2015
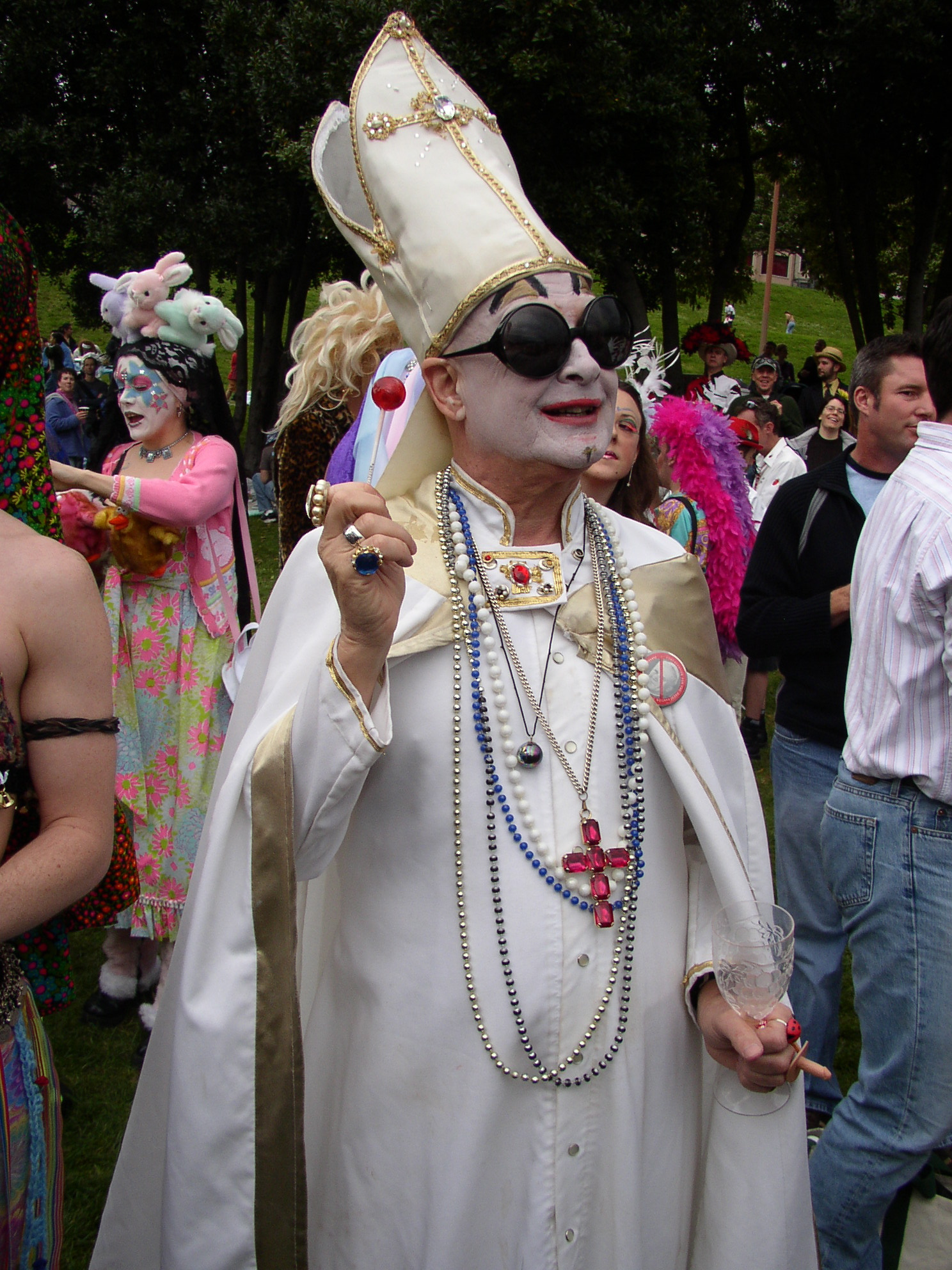
Pope Dementia